# Слобода или ништа
Слобода или ништа седми је студијски албум српске гаражне и панк рок групе Партибрејкерс, објављен 2007. године.

## Листа песама
Све текстове и музику радили су Зоран Костић и Небојша Антонијевић.
| №               | Назив             | Трајање |  |
| 1.              | Слобода или ништа | 1:47    |  |
| 2.              | Ћутање            | 3:29    |  |
| 3.              | Ништа не очекујем | 3:29    |  |
| 4.              | Дуго те нема      | 3:32    |  |
| 5.              | Камење            | 3:41    |  |
| 6.              | Срце куца ти је   | 5:00    |  |
| 7.              | Пуно љубави       | 3:25    |  |
| 8.              | Лоботомија        | 2:44    |  |
| 9.              | Бирај             | 4:14    |  |
| 10.             | Замена за љубав   | 3:25    |  |
| 11.             | Будући дани       | 2:31    |  |
| 12.             | Колико је сати    | 3:35    |  |
| Укупно трајање: | Укупно трајање:   | 39:02   |  |

## Учествовали на албуму

### Партибрејкерс
- Ненад Антонијевић Антон — гитара, вокали
- Зоран Костић Цане — вокали
- Владислав Рац — бас
- Дејан Утвар — бубњеви

### Гости на албуму
- Игор Боројевић — продуцент
- Горан Живковић — мастер
- Милан Барковић Баре — сниматељ
- Бранислав Петровић Банана
- Саша Локнер
- Влада Јагодинац
- Душан Којић
- Реља Обреновић
- Горан Мајкић Гокси
- Габијел Глид — фотограф, дизајнер